# Wilhelm Karl Philipp Otto von Bentinck
Wilhelm Karl Philipp Otto Graf von Bentinck, ab 1888: von Bentick und Waldeck-Limpurg (* 28. November 1848 in Frankfurt am Main; † 2. November 1912 in Middachten bei Arnheim) war ein württembergischer Standesherr und Landtagsabgeordneter.

## Leben
Wilhelms Eltern waren der britische Generallieutenant Karl Anton Ferdinand Graf von Bentinck und dessen Frau Karoline Mechtild Emma Charlotte Gräfin zu Waldeck und Pyrmont. Er war Besitzer des Gräflich Aldenburg-Bentinck'schen Familien-Fideikomisses. Von 1889 bis 1912 war er Mitglied in der Württembergischen Kammer der Standesherren, der Ersten Kammer des Württembergischen Landtags. 
Wilhelm von Bentinck war verheiratet mit Marie Cornelias Freiin von Heeckeren-Wassenaer. Unter ihren vier Kindern war Wilhelm Friedrich Karl Heinrich Graf von Bentinck und Waldeck-Limpurg.